# Biały Kamień (Karlin)
Biały Kamień – skała w Karlinie (dzielnica Zawiercia) w województwie śląskim na Wyżynie Częstochowskiej będącej częścią Wyżyny Krakowsko-Częstochowskiej. Znajduje się w orograficznie prawym zboczu wąwozu biegnącego równolegle po lewej stronie drogi z Bzowa do Karlina.
Biały Kamień zbudowany jest z twardych wapieni skalistych. Znajduje się w porośniętym lasem i chaszczami stromym zboczu wąwozu. Ma wysokość 20 m, ściany pionowe lub przewieszone z rysami, kominami, filarami i zacięciami. Zaczęto się na nim wspinać już w latach 80. XX wieku, nowe drogi poprowadzono również w latach 90. i w 2017 roku. W 2020 r. jest 16 dróg wspinaczkowych o trudności od IV do VI.5+ w skali krakowskiej. Są też dwa projekty. Część dróg ma zamontowane stałe punkty asekuracyjne: ringi i stanowiska zjazdowe.

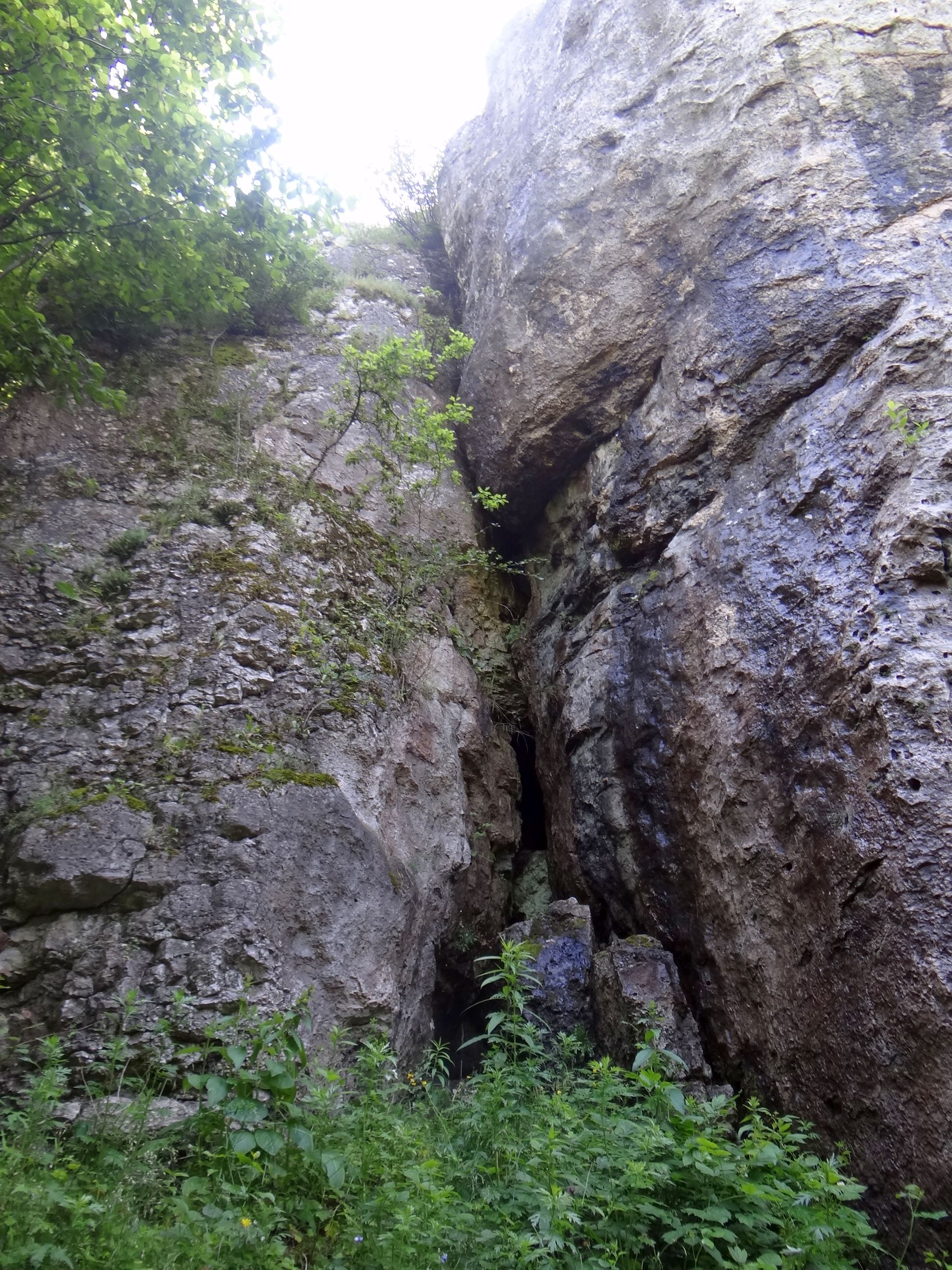
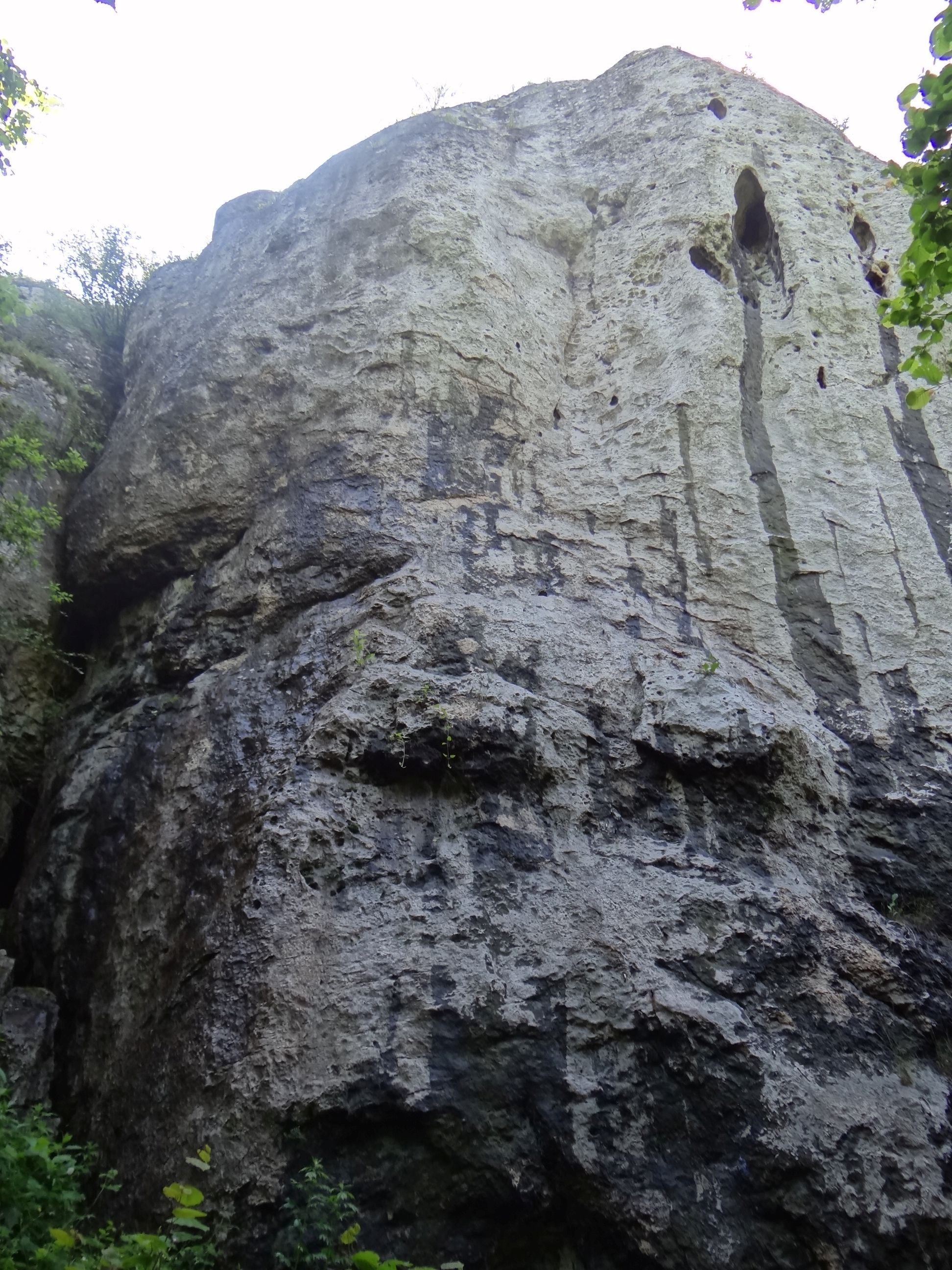
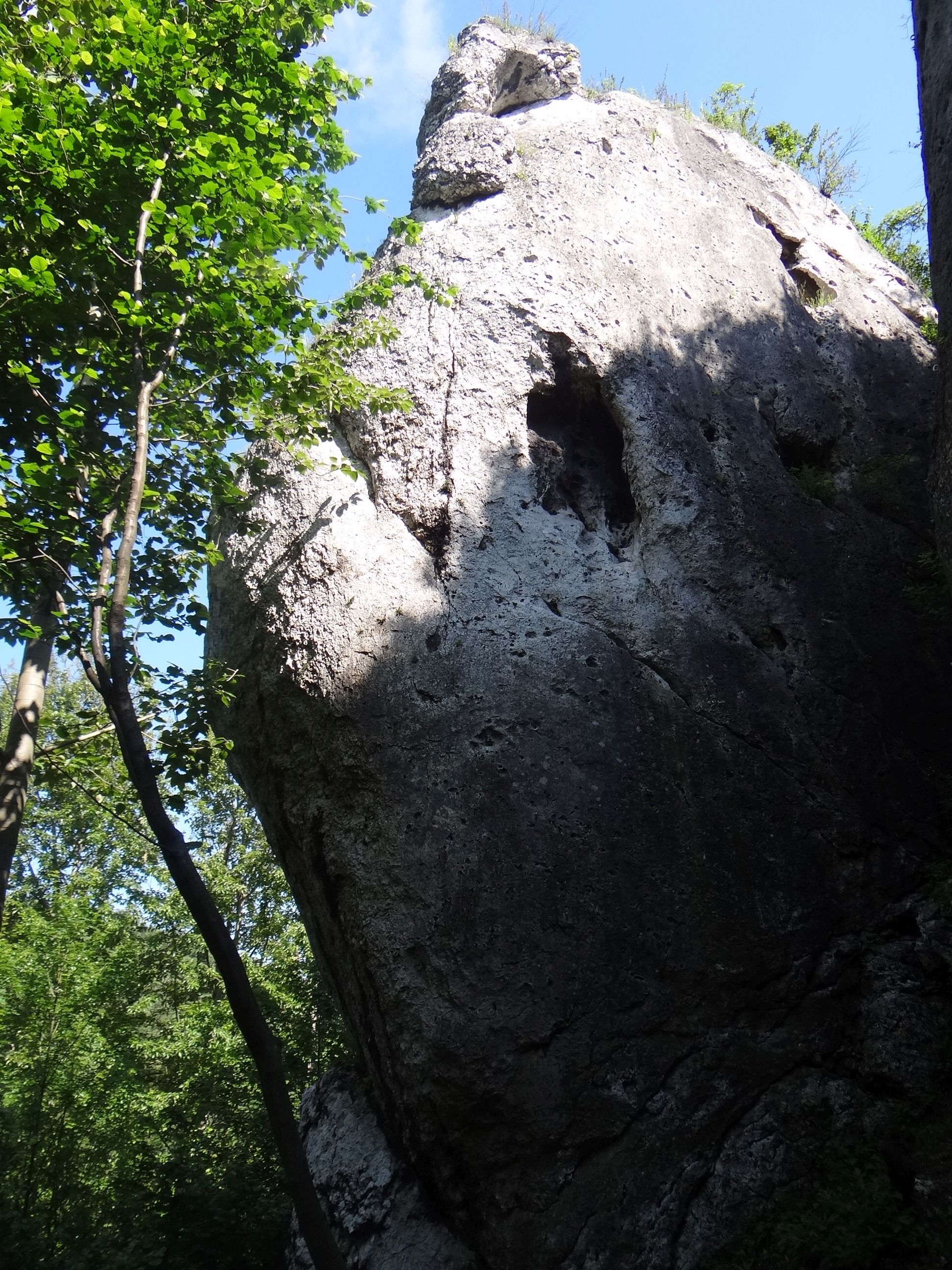
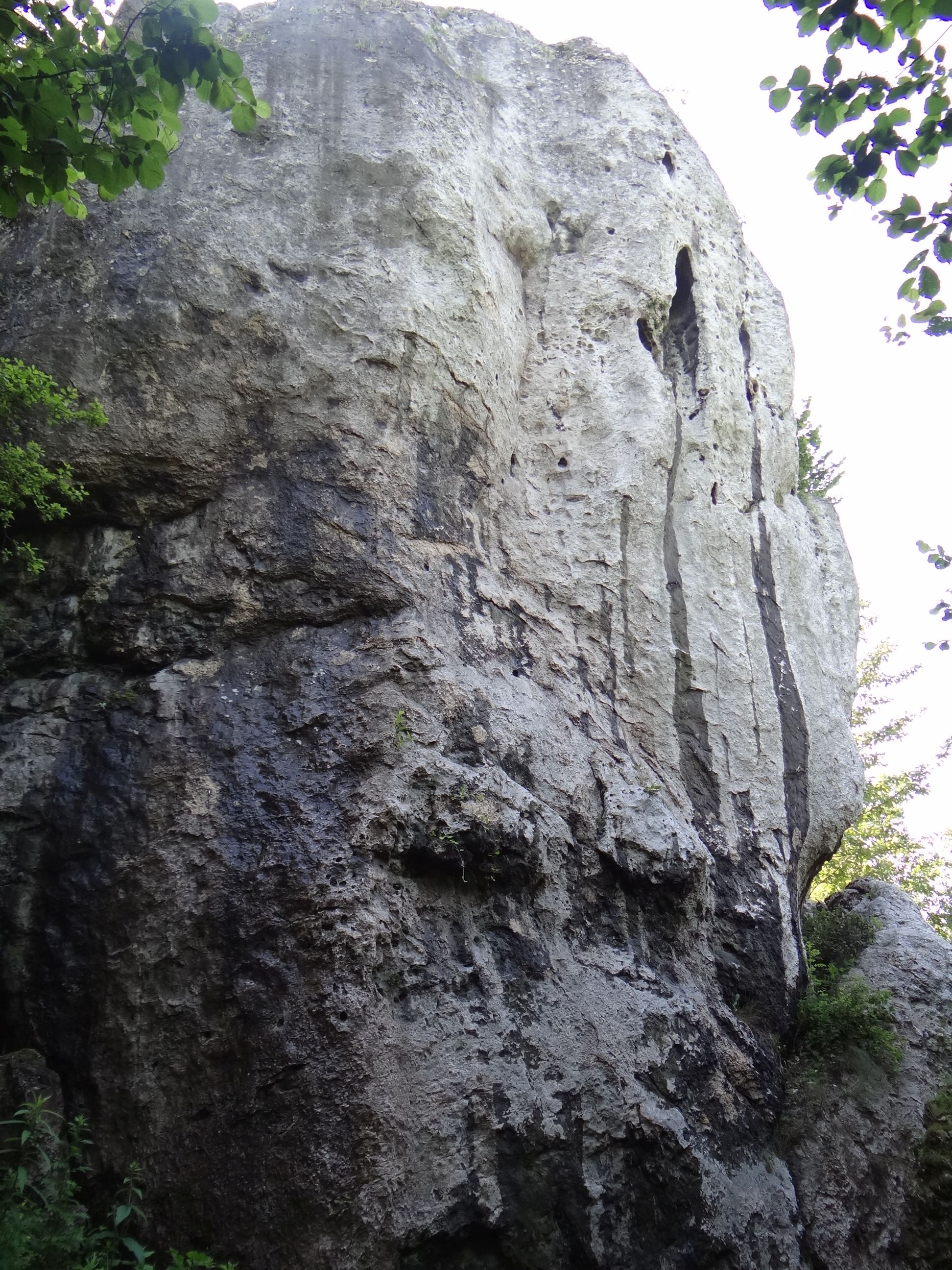

## Drogi wspinaczkowe
1. Gouda; VI.3
2. Rysa w Białym Kamieniu; V (wspinaczka tradycyjna)
3. Projekt
4. Kruchy dom duszy; VI.5/5+
5. Depresja maniakala; VI.3+
6. Nieoczekiwane samozrozumienie; VI.5+
7. Zwężony strumień świadomości; VI.4/4+ (kruszyzna)
8. Bella pupa; VI.4+ W (wspinaczka tradycyjna)
9. Projekt
10. Droga Ryby; VI.1+
11. Wiosna, ach to ty; VI.+
12. Biały niedźwiedź; VI.2
13. Szlachetna; IV+ (wspinaczka tradycyjna)
14. Paczka; IV (wspinaczka tradycyjna)
15. Ruchome ringi 2; V +
16. Ruchome ringi; V
17. Trudnostart; VI.3
18. Pararingoza; VI.2+[2].